# Vaixells de la marina de guerra del Perú

## Vaixells de la flota
| Vaixell                               | Número de sèrie | País d'origen | Tipus                                                                | Classe                     | Notes | Imatge      |
| Fragates: 8                           | Fragates: 8     | Fragates: 8   | Fragates: 8                                                          | Fragates: 8                | Fragates: 8 | Fragates: 8 |
| ------------------------------------- | --------------- | ------------- | -------------------------------------------------------------------- | -------------------------- | --- | ----------- |
| BAP Montero (FM-53)                   | FM-53           |               | Fragata llança-míssils                                               | Classe Lupo                | Primer vaixell de guerra construït a la costa occidental de Sud-amèrica, a les drassanes de SIMA-Callao, amb mà d'obra i tecnologia peruana. |             |
| BAP Villavisencio (FM-52)             | FM-52           |               | Fragata llançamíssils                                                | Classe Lupo                | |             |
| BAP Mariategui (FM-54)                | FM-54           |               | Fragata llança-míssils                                               | Classe Lupo                | |             |
| BAP Aguirre (FM-55)                   | FM-55           |               | Fragata llança-míssils                                               | Classe Lupo                | |             |
| BAP Palacios (FM-56)                  | FM-56           |               | Fragata llança-míssils                                               | Classe Lupo                | |             |
| BAP Coronel Bolognesi (FM-57)         | FM-57           |               | Fragata llança-míssils                                               | Classe Lupo                | Modernitzada a les Drassanes del SIMA-Callao.                                                                                                |             |
| BAP Quiñones (FM-58)                  | FM-58           |               | Fragata llança-míssils                                               | Classe Lupo                | |             |
| BAP Guardiamarina San Martín (FM-51)  | PO-201          |               | Fragata marítima                                                     | Classe Lupo                | |             |
| Corbetes: 6                           |                 |               |                                                                      |                            | |             |
| BAP Velarde (CM-21)                   | CM-21           |               | Corbeta llança-míssils                                               | Classe PR-72P              | |             |
| BAP Santillana (CM-22)                | CM-22           |               | Corbeta llança-míssils                                               | Classe PR-72P              | |             |
| BAP De los Heros (CM-23)              | CM-23           |               | Corbeta llança-míssils                                               | Classe PR-72P              | |             |
| BAP Herrera (CM-24)                   | CM-24           |               | Corbeta llança-míssils                                               | Clase PR-72P               | |             |
| BAP Larrea (CM-25)                    | CM-25           |               | Corbeta llança-míssils                                               | Clase PR-72P               | |             |
| BAP Sánchez Carrión (CM-26)           | CM-26           |               | Corbeta llança-míssils                                               | Classe PR-72P              | |             |
| Submarins: 6                          |                 |               |                                                                      |                            | |             |
| Angamos                               | SS-31           |               | Tipus 209                                                            | -                          | |             |
| Antofagasta                           | SS-32           |               | Tipus 209                                                            | -                          | |             |
| Pisagua                               | SS-33           |               | Tipus 209                                                            | -                          | |             |
| Chipana                               | SS-34           |               | Tipo 209                                                             | -                          | |             |
| Islay                                 | SS-35           |               | Tipus 209                                                            | -                          | |             |
| Arica                                 | SS-36           |               | Tipus 209                                                            | -                          | |             |
| Vaixells d'assalt amfibi: 2           |                 |               |                                                                      |                            | |             |
| Callao                                | DT-143          | Estats Units  | Vaixell d'assalt amfibi                                              | Classe Terrebonne Parish   | - |             |
| Paita                                 | DT-144          | Estats Units  | Vaixell d'assalt amfibi                                              | Classe Terrebonne Parish   | - |             |
| Vaixells escola: 3                    |                 |               |                                                                      |                            | |             |
| BAP Mollendo (ATC-131)                | ATC-161         |               | Logística / Transport de personal / Vaixell escola                   | Classe Ilo                 | - |             |
| Marte                                 | ALY-313         |               | Veler / Vaixell escola                                               | -                          | - |             |
| Neptuno                               | -               | -             | Veler / Vaixell escola                                               | -                          | - |             |
| Petroliers: 4                         |                 |               |                                                                      |                            | |             |
| Bayovar                               | ATP-154         |               | Petrolier                                                            | Classe Grigoriy Nesterenko | - |             |
| San Lorenzo                           | ART-322         |               | Petrolier                                                            | Classe Grigoriy Nesterenko | - |             |
| Noguera                               | ACP-118         | Estats Units  | Petrolier                                                            | Classe YO                  | - |             |
| Gauden                                | ACP-119         | Estats Units  | Petrolier                                                            | Classe YO                  | - |             |
| Vaixells de suport per a submarins: 1 |                 |               |                                                                      |                            | |             |
| Unanue                                | AMB-160         |               | Vaixell de suport de la força de submarins / Recuperació de torpedes | -                          | |             |
| Vaixells cisterna d'aigua: 1          |                 |               |                                                                      |                            | |             |
| Caloyeras                             | ACA-111         | Estats Units  | Vaixell cisterna d'aigua                                             | Classe YW                  | - |             |
| Remolcadors: 6                        |                 |               |                                                                      |                            | |             |
| Guardián Ríos                         | ACP-118         | Estats Units  | Remolcador                                                           | Classe Cherokee            | - |             |
| Mejia                                 | ARB-120         | Estats Units  | Remolcador                                                           | Classe YTL                 | - |             |
| Huerta                                | ARB-121         | Estats Units  | Remolcador                                                           | Classe YTL                 | - |             |
| Dueñas                                | ARB-126         | Estats Units  | Remolcador                                                           | Clase YTB                  | - |             |
| Olaya                                 | ARB-128         |               | Remolcador                                                           | Clase YTM                  | - |             |
| Selendón                              | ARB-129         |               | Remolcador                                                           | Classe YTM                 | - |             |
| Vaixells oceanogràfics: 3             |                 |               |                                                                      |                            | |             |
| BIC Humboldt                          | -               |               | Vaixell oceanogràfic polar                                           | Classe Humboldt            | - |             |
| BIC José Olaya                        | -               |               | Vaixell oceanogràfic                                                 | -                          | - |             |
| La Macha                              | AHE-174         |               | Vaixell oceanogràfic                                                 | -                          | - |             |
| Vaixells hidrogràfics: 5              |                 |               |                                                                      |                            | |             |
| Carrasco                              | AH-171          |               | Vaixell hidrogràfic                                                  | Classe Dokkum              | - |             |
| Stiglich                              | AH-172          |               | Vaixell hidrogràfic                                                  | Classe Morona              | - |             |
| Carrillo                              | AH-175          |               | Vaixell hidrogràfic                                                  | Classe Van Straelen        | - |             |
| Melo                                  | AH-176          |               | Vaixell hidrogràfic                                                  | Classe Van Straelen        | - |             |
| AEH-177                               | AEH-177         |               | Vaixell hidrogràfic                                                  | -                          | - |             |
| Patrulleres: 64                       |                 |               |                                                                      |                            | |             |
| Río Chira                             | PM-223          |               | Patrullera marítima                                                  | Classe PGM 71              | |             |
| Río Nepeña                            | PM-243          |               | Patrullera marítima                                                  | Classe Río Cañete          | |             |
| Río Tambo                             | PM-244          |               | Patrullera marítima                                                  | Classe Río Cañete          | |             |
| Río Ocoña                             | PM-245          |               | Patrullera marítima                                                  | Classe Río Cañete          | |             |
| Río Huarmey                           | PM-246          |               | Patrullera marítima                                                  | Classe Río Cañete          | |             |
| Río Zaña                              | PM-247          |               | Patrullera marítima                                                  | Classe Río Cañete          | |             |
| Casma                                 | PC-248          |               | Patrullera costanera                                                 | Classe MGP-2000            | |             |
| Tortugas                              | PC-249          |               | Patrullera costanera                                                 | Classe MGP-2000            | |             |
| Chicama                               | PC-216          |               | Patrullera costanera                                                 | Classe Chicama             | |             |
| Huanchaco                             | PC-217          |               | Patrullera costanera                                                 | Classe Chicama             | |             |
| Chorrillos                            | PC-218          |               | Patrullera costanera                                                 | Classe Chicama             | |             |
| Chancay                               | PC-219          |               | Patrullera costanera                                                 | Classe Chicama             | |             |
| Camaná                                | PC-220          |               | Patrullera costanera                                                 | Classe Chicama             | |             |
| Chala                                 | PC-221          |               | Patrullera costanera                                                 | Classe Chicama             | |             |
| Zorritos                              | PC-222          |               | Patrullera costanera                                                 | Classe Zorritos            | |             |
| Punta Arenas                          | PC-223          |               | Patrullera costanera                                                 | Classe Zorritos            | |             |
| Santa Rosa                            | PC-225          |               | Patrullera costanera                                                 | Classe Zorritos            | |             |
| Pacasmayo                             | PC-226          |               | Patrullera costanera                                                 | Classe Zorritos            | |             |
| Barranca                              | PC-227          |               | Patrullera costanera                                                 | Classe Zorritos            | |             |
| Coishco                               | PC-228          |               | Patrullera costanera                                                 | Classe Zorritos            | |             |
| Independencia                         | PC-229          |               | Patrullera costanera                                                 | Classe Zorritos            | |             |
| San Nicolás                           | PC-230          |               | Patrullera costanera                                                 | Classe Zorritos            | |             |
| Matarani                              | PC-234          |               | Patrullera costanera                                                 | Classe Zorritos            | |             |
| Sama                                  | PC-238          |               | Patrullera costanera                                                 | Classe Zorritos            | |             |
| Río Santa                             | PC-232          |               | Patrullera costanera                                                 | Classe Río Majes           | |             |
| Río Majes                             | PC-233          |               | Patrullera costanera                                                 | Classe Río Majes           | |             |
| Río Virú                              | PC-235          |               | Patrullera costanera                                                 | Classe Río Virú            | |             |
| Río Lurín                             | PC-236          |               | Patrullera costenera                                                 | Classe Río Virú            | |             |
| -                                     | -               |               | Patrullera costanera                                                 | Classe MGP-2000            | 6 patrulleres rebudes el 2013. |             |